# Adilophontes
Adilophontes es un género extinto de mamífero carnívoro  de la familia Amphicyonidae éndemico de América del Norte que vivió desde el Oligoceno hasta el Mioceno hace entre 24.8—20.6 millones de años aproximadamente.

## Taxonomía
Adilophontes fue nombrado por Hunt (2002). Su especie tipo es  Adilophontes brachykolos. Fue designado como Daphoeninae por Hunt (2002).

## Morfología
Legendre y Roth examinaron un único espécimen para averiguar su masa corporal. Se estimó que el espécimen pesaba                             68,6 kg (151,2 lb).

## Distribución fósil
- Eighteen Mile District, Condado de Goshen, Wyoming ~20.8 Ma.
- Lay Ranch Beds, Condado de Goshen, Wyoming ~20.8 Ma.
- Guernsey, Condado de Platte (Wyoming), Wyoming  ~20.9 Ma.